# 2001 في المكسيك
فيما يلي قوائم الأحداث التي وقعت خلال عام 2001 في المكسيك.

## أفلام
من الأفلام التي صدرت هذه السنة في المكسيك:
- 1 يناير – أوريجينال سين من إخراج مايكل كريستوفر.
- 1 يناير – العمود الفقري للشيطان من إخراج جييرمو ديل تورو.
- 2 مارس – المكسيكي من إخراج غور فيربينسكي.

## مواليد

### فبراير
- 10 فبراير – ريكاردو ساول مونريال لاعب كرة قدم مكسيكي.

## وفيات

### يناير
- 1 يناير – كارلوس هانك غونزاليس (مواليد 1927) سياسي مكسيكي.

### مارس
- 29 مارس – رولاندو فيرا (مواليد 1915)

### مايو
- 16 مايو – أنطونيو فلوريس (مواليد 1923) لاعب كرة قدم مكسيكي.

### يونيو
- 3 يونيو – أنتوني كوين (مواليد 1915) ممثل أمريكي/ مكسيكي.[1]
- 11 يونيو – أماليا مندوزا (مواليد 1923)

### أكتوبر
- 9 أكتوبر – خوسيه ميراندا (مواليد 1924)[2]

### ديسمبر
- 2 ديسمبر – مانويل فيلاسكو سواريز (مواليد 1914) سياسي مكسيكي.